# Норт Беј Шор (Њујорк)
Норт Беј Шор (енгл. North Bay Shore) насељено је место без административног статуса у америчкој савезној држави Њујорк.

## Демографија
По попису из 2010. године број становника је 18.944, што је 3.952 (26,4%) становника више него 2000. године.
| Група             | 2000.         | 2010.          |
| Белци             | 3.902 (26,0%) | 2.585 (13,6%)  |
| Афроамериканци    | 2.821 (18,8%) | 3.473 (18,3%)  |
| Азијати           | 306 (2,0%)    | 717 (3,8%)     |
| Хиспаноамериканци | 7.608 (50,7%) | 12.310 (65,0%) |
| Укупно            | 14.992        | 18.944         |